# Війна за вухо Дженкінса
«Війна через вухо Дженкінса» (англ. The War of Jenkins' Ear, ісп. Guerra de la oreja de Jenkins, Guerra del Asiento) — колоніальна війна між Великою Британією та Іспанською імперією, що тривала з 1739 до 1742 року. Іронічну назву було надано британцями за відрізаним вухом капітана торгового судна Роберта Дженкінса, яке той у 1738 році надав британському парламенту як доказ насильницьких дій іспанців проти британських мореплавців, що й послугувало формальним приводом до війни. В Іспанії цей конфлікт відомий як «Війна за асьєнто», що більш точно вказує на глибинні причини зіткнення двох морських держав — боротьбу за торгову спадщину в Новому світі.
Розпочавшись як колоніальна війна в Карибському басейні, конфлікт невдовзі поглинуло більш крупне протистояння — Війна за австрійську спадщину, до якої він став своєрідним прологом.